# Phyllolabis macroura
Phyllolabis macroura là một loài ruồi trong họ Limoniidae. Chúng phân bố ở miền Cổ bắc.